# Оранджтаун (Нью-Йорк)
Оранджтаун (англ. Orangetown) — місто (англ. town) в США, в окрузі Рокленд штату Нью-Йорк. Населення — 48 655 осіб (2020).

## Демографія
Згідно з переписом 2010 року, у місті мешкало 49 212 осіб у 17 826 домогосподарствах у складі 11 759 родин. Було 18611 помешкання
Расовий склад населення:
| - 81,9 % — білих - 6,9 % — азіатів - 6,0 % — чорних або афроамериканців - 0,2 % — корінних американців - 2,9 % — осіб інших рас |

До двох чи більше рас належало 2,0 %. Частка іспаномовних становила 9,7 % від усіх жителів.
За віковим діапазоном населення розподілялося таким чином: 21,6 % — особи молодші 18 років, 61,2 % — особи у віці 18—64 років, 17,2 % — особи у віці 65 років та старші. Медіана віку мешканця становила 42,4 року. На 100 осіб жіночої статі у місті припадало 92,3 чоловіків;  на 100 жінок у віці від 18 років та старших — 89,7 чоловіків також старших 18 років.
Середній дохід на одне домашнє господарство  становив 136 220 доларів США (медіана — 98 782), а середній дохід на одну сім'ю — 161 969 доларів (медіана — 126 879). Медіана доходів становила 91 831 долар для чоловіків та 62 703 долари для жінок. За межею бідності перебувало 6,5 % осіб, у тому числі 6,8 % дітей у віці до 18 років та 7,1 % осіб у віці 65 років та старших.
Цивільне працевлаштоване населення становило 25 413 осіб. Основні галузі зайнятості: освіта, охорона здоров'я та соціальна допомога — 30,7 %, науковці, спеціалісти, менеджери — 11,6 %, мистецтво, розваги та відпочинок — 10,1 %.